# Compositor d'escacs
Un compositor d'escacs és una persona que crea estudis o problemes d'escacs. Els compositors d'escacs normalment s'especialitzen en un gènere en particular, com ara en estudis, mat en dos, mat en tres o més moviments, mats d'ajuda, o d'altres tipus de problemes alternatius d'escacs. A més, cada compositor té el seu propi estil de composició, d'entre els establerts i permesos per les anomenades escoles de composició.
Alguns compositors produeixen un gran nombre de composicions, mentre que d'altres intenten aconseguir tanta qualitat com sigui possible i presenten els seus treballs en comptades ocasions.
Per als compositors és possible obtenir títols oficials de la FIDE, normalment per un nombre de problemes publicats en els coneguts com a FIDE Albums.

## Escoles de composició
Una Escola de composició seria un particular estil en la creació de problemes d'escacs, posant l'èmfasi en diferents aspectes del problema, i que atrau l'interès d'un nombre important de compositors, que s'hi adhereixen. Les escoles de composició més ben conegudes, serien:
- Escola alemanya antiga que posa èmfasi en la complexitat i la dificultat de la solució i del mat modèlic en la variant principal; els seus problemes són bàsicament de quatre o cinc moviments.
- Escola bohèmia posa èmfasi en la bellesa artística i el nombre de variants que acaben en mat modèlic; els seus problemes són bàsicament de tres o quatre moviments.
- Escola anglesa demanava joc lliure per ambdós jugadors i posa l'èmfasi en l'existència de diversos motius en un alt nombre de variants.
- Escola americana posa l'èmfasi en l'originalitat i en la presència d'elements sorprenents en la solució.
- Escola alemanya moderna (també coneguda com a Escola lògica) requereix que la solució tingui una estructura lògica (o una economia d'objectiu), els seus problemes acostumen a ser llargs, de bastants moviments.
- Escola bohèmia moderna combina els requeriments de l'escola alemanya moderna i de l'escola bohèmia;
- Escola estratègica posa l'èmfasi en la complexitat del motiu en un alt nombre de variants, tant la defensa com els motius perjudicials haurien d'estar unificats quan sigui possible; els seus problemes són bàsicament de dos o tres moviments.
- Escola soviètica és un nivell més elevat de l'escola estratègica;

## Compositors destacats
- Edith Baird[1]
- Pal Benko[1]
- Vladimir Bron[1]
- André Chéron[1]
- Thomas Rayner Dawson[1]
- Leonid Kubbel[1]
- Sam Loyd[1]
- Comins Mansfield[1]
- Geoffrey Mott-Smith[1]
- Vladimir Nabokov[2]
- Henri Rinck[1]
- Alexei Troitsky[1]
- Milan Vukcevich[1]
- Erich Zepler